# San Miguel de Lomba
San Miguel de Lomba (en senabrés Samiguel) es una localidad española del municipio de Cobreros, en la provincia de Zamora y la comunidad autónoma de Castilla y León.
Se encuentra ubicado en la comarca de Sanabria, al noroeste de la provincia. Pertenece al municipio de Cobreros, junto con las localidades de: Avedillo de Sanabria, Barrio de Lomba, Castro de Sanabria, Cobreros, Limianos de Sanabria, Riego de Lomba, San Martín del Terroso, San Román de Sanabria, Santa Colomba de Sanabria, Sotillo de Sanabria y Terroso.
San Miguel se encuentra situado en pleno parque natural del Lago de Sanabria, el mayor lago de origen glaciar de España, además de un espacio natural protegido de gran atractivo turístico.

## Situación
San Miguel de Lomba se encuentra situado en el noroeste de la provincia de Zamora, en la denominad comarca de Sanabria. Se sitúa a 5 km de Cobreros, localidad en la que se asienta la sede del municipio. 
Su término se encuentra situado muy cerca del  Lago de Sanabria, el mayor lago de origen glaciar de España, además de un espacio natural protegido de gran atractivo turístico.
| Noroeste: Cobreros                  | Norte: Riego de Lomba | Noreste: El Puente       |
| Oeste: Avedillo de Sanabria         |                       | Este: Castro de Sanabria |
| Suroeste: Santa Colomba de Sanabria | Sur: Lobeznos         | Sureste: Lobeznos        |

## Historia
Durante la Edad Media San Miguel de Lomba quedó integrado en el Reino de León, cuyos monarcas habrían acometido la repoblación de la localidad dentro del proceso repoblador llevado a cabo en Sanabria. Tras la independencia de Portugal del reino leonés en 1143 la localidad habría sufrido por su situación geográfica los conflictos entre los reinos leonés y portugués por el control de la frontera, quedando estabilizada la situación a inicios del siglo XIII.
Posteriormente, en la Edad Moderna, San Miguel de Lomba fue una de las localidades que se integraron en la provincia de las Tierras del Conde de Benavente y dentro de esta en la receptoría de Sanabria. No obstante, al reestructurarse las provincias y crearse las actuales en 1833, la localidad pasó a formar parte de la provincia de Zamora, dentro de la Región Leonesa, quedando integrado en 1834 en el partido judicial de Puebla de Sanabria.
Finalmente, en torno a 1850, el antiguo municipio de San Miguel de Lomba se integró en el de Cobreros.

## Demografía
El número de habitantes ha ido descendiendo de modo paulatino desde la mitad del siglo XX, llegando a los 33 censados en 2024 según el INE.

## Sociedad
Tradicionalmente los habitantes de este pueblo se han dedicado a la agricultura y ganadería. Desde mediados del siglo XX la mayor parte de la población joven comenzó a emigrar, preferentemente a Éibar, Madrid y otras provincias de España.

## Arquitectura
Dispone de numerosas muestras notables de la arquitectura rural de la comarca, con viviendas de cuidada mampostería. Cuenta con una modesta ermita, en cuyo interior se puede ver un retablo barroco cuajado de motivos ornamentales.